# 김익기
김익기(金翼基, 1916년 2월 19일~1992년 10월 1일)는 대한민국의 정치인이다. 제1·2·3·4·6대 국회의원이다. 본관은 안동(安東), 자는 우렴(羽廉), 호는 일강(一江)이다.

## 학력
- 니혼 대학 법학 학사

## 경력
- 안동주조주식회사 전무취체역
- 안동금융조합장
- 안동읍장
- 헌법기초위원
- 국회사회보건분과위원장
- 민정당 중앙위원회부의장
- 민정당당무위원
- 민중당 중앙상무위원
- 국제의원연맹(IPU) 한국대표
- 1948년 5월 10일: 제헌 국회의원
- 무소속 제2대 · 제3대 국회의원
- 자유당 제4대 국회의원
- 민정당 제6대 국회의원

## 가족 관계
- 장남: 김도일(金度鎰, 1951. ~ ?) - 중앙대학교 교수
- 차남: 김재일
- 삼남: 김수일
- 장녀: 김형일(사위: 박정구, 전 금호그룹 회장)
- 차녀: 김형숙
- 삼녀: 김형신(사위: 박건배, 해태그룹 전 회장)

## 역대 선거 결과
|  | 36.38% |

|  | 43.13% |

|  | 40.82% |

|  | 42.40% |

|  | 0% |

|  | 20.1% |

## 참고 자료
- 김익기 - 대한민국헌정회
- 「민중당 발족」, 『동아일보』, 1965년
- 「IPU대표 5명 10일 테헤란 향발」, 『동아일보』, 1966년
- 《대한민국 의정총람》, 국회의원총람발간위원회, 1994년
- 『대한민국국회 60년사』, 대한민국국회, 2008년